# كأس روسيا البيضاء 2006–07
كأس روسيا البيضاء 2006–07 (بالروسية: Кубок Белоруссии по футболу 2006/2007)‏ هو موسم من كأس روسيا البيضاء. أشرف على تنظيمه اتحاد روسيا البيضاء لكرة القدم، وكان عدد الأندية المشاركة فيه 46، وفاز فيه دينامو برست.